# Logoterapia

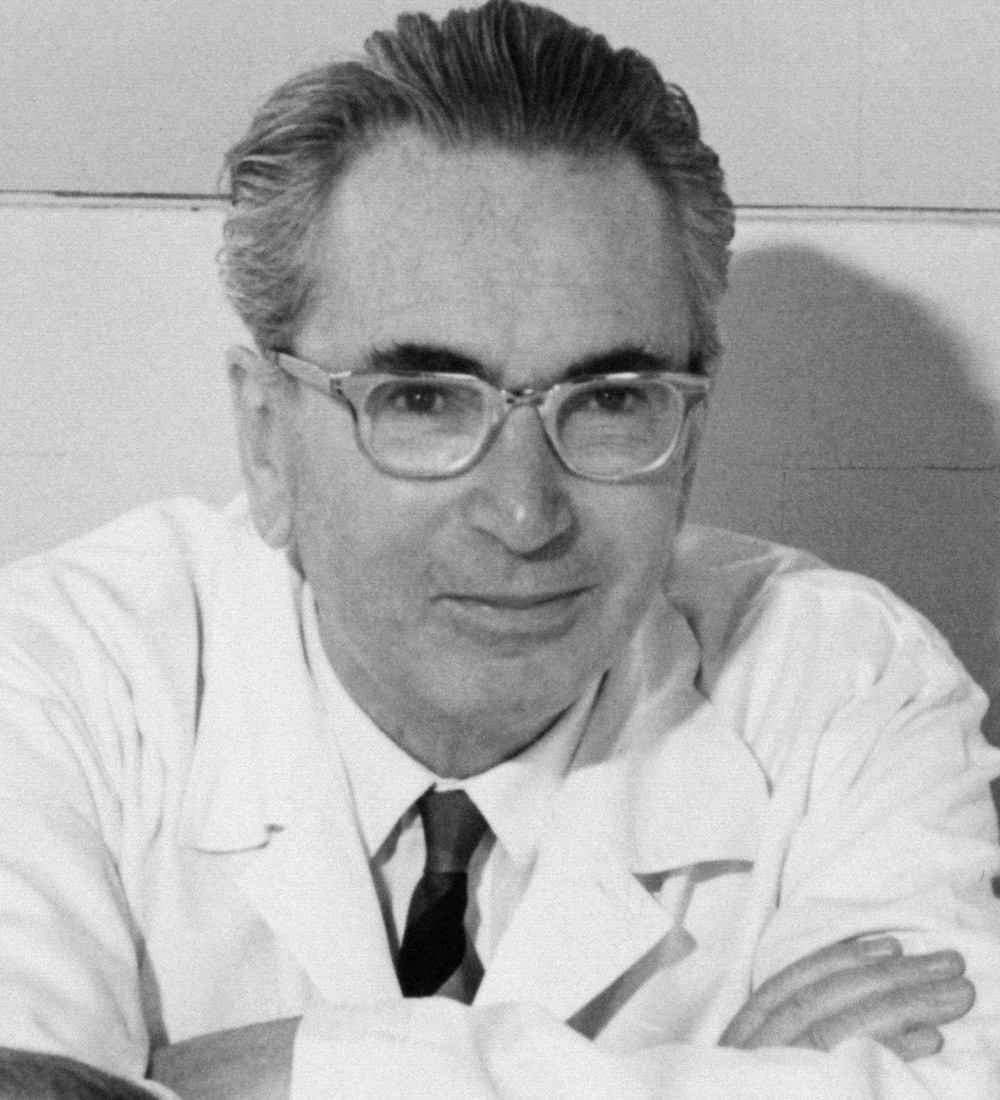
Viktor Frankl, fundador de la psicoterapia conocida como logoterapia.

La logoterapia es una psicoterapia que propone que la voluntad de sentido es la motivación primaria del ser humano, una dimensión psicológica inexplorada por paradigmas psicoterapéuticos anteriores, y que la atención clínica a ella es esencial para la recuperación integral del paciente. 
La logoterapia fue fundada y desarrollada por el psiquiatra vienés Viktor Frankl (1905-1997). Desde muy temprano Frankl se interesa por el psicoanálisis y mantiene contacto con Freud. Posteriormente se orienta hacia la psicología individual de Alfred Adler a quien Frankl conoce personalmente. Busca un complemento a la psicología individual adleriana. Habla de los valores y el sentido de la vida. Lo que hace Frankl es entender la diferencia de la motivación respecto a la terapia como expresión de su actitud ante la vida y separarlo de su trastorno principal, de su neurosis. Más tarde se aleja de Adler y es discípulo de Allers y Oswald Schwarz. 
Por primera vez usa el término «logoterapia» en 1926 para hablar de su método terapéutico, en una conferencia de la Asociación académica para la psicología médica. Desde 1930 es médico en la institución psiquiátrica Steinhof y aquí comprueba que desde la dimensión noética el paciente puede modificar el curso de la terapia, que ni lo social ni lo psicológico le roba a la persona su libertad noética, y que dicha libertad puede ser efectiva en la clínica, devolviendo al paciente su autonomía y su capacidad de decisión. Habla de «análisis existencial» y escribe por primera vez «logoterapia» en 1938 en el artículo De la problemática noética de la psicoterapia: «¿Dónde está la teoría (...) que, yendo más allá del ámbito de lo psíquico, tenga en cuenta la existencia humana en su conjunto en toda su altura y profundidad, una teoría que, consecuentemente, podría denominarse análisis existencial?». Está claro que la concepción de este autor se ve marcada y reforzada por su estadía personal durante varios años en los campos de concentración nazis de exterminio a judíos.

## Pensamientos
Después del psicoanálisis de Freud y la psicología individual de Alfred Adler, la logoterapia es la "tercera escuela vienesa de psicoterapia" desarrollada por el neurólogo, y psiquiatra, Viktor Frankl. Es un tipo de psicoterapia que se apoya en el análisis existencial y se centra en una "voluntad de sentido" en oposición a la doctrina de Adler de "voluntad de poder" o la "voluntad de placer" de Freud.
Para entender la génesis de la logoterapia corresponde saber que Frankl fue prisionero en un campo de concentración. Allí, considera haber podido sobrevivir más que nada porque le supo dar un logos (en griego: sentido, significado) a su existencia. De su experiencia da cuenta en el libro El hombre en busca de sentido.
Se basa en tres supuestos filosóficos que son fundamentales para su desarrollo:
1. La libertad de voluntad (antropología): que explica que todo ser humano es capaz de tomar sus propias decisiones, por lo que es libre de escoger su propio destino y no convertirse en una marioneta a merced del mismo, o del inconsciente colectivo (pandeterminismo)
2. La voluntad de sentido (psicoterapia): expresa la preocupación de Frankl ante los métodos psicológicos enfocados en la percepción del “componente exterior”, desvirtuando la idea del animatismo presente en el ser humano que lo hace único ante el reino vegetal y animal (psicologismo)
3. El sentido de vida (filosofía): que para la logoterapia es un factor incondicional que no se pierde bajo ninguna circunstancia, pero puede escaparse de la comprensión humana. La Logoterapia es una percepción positiva del mundo (reduccionismo).

## Epistemología
La Logoterapia, por lo general, es incluida dentro la categoría de la psicología humanista, o bien es identificada dentro de la psiquiatría fenomenológica, o la psiquiatría existencial. Sin embargo, en opinión de diversos autores, la Logoterapia es el único de dichos sistemas teóricos que ha logrado desarrollar técnicas psicoterapéuticas propiamente dichas. 
Ahora bien, las diferencias no están solo dadas en el campo metodológico ya que también existen importantes contrastes en la antropología que propone la Logoterapia y la antropología humanística.
Ante esta posición Frankl en 1994 contrasta su visión de ser humano con la teoría de necesidades jerárquicas planteada por Maslow. Esto al considerar que la distinción establecida entre necesidades superiores e inferiores olvida que cuando las necesidades inferiores no son satisfechas, se hace más urgente la necesidad de sentido, motivo por el cual no se necesita que dichas necesidades estén satisfechas para acceder a otras de orden superior.   
Planteado esto se puede precisar que la Logoterapia no estaría ligada a la epistemología de las familias de terapias humanísticas (salvo que por alcances académicos es presentada dentro el mismo paraguas). Ya compartiría muchas más similitudes con la aproximación existencial europea al tomar los aportes teóricos de Max Scheler, Karl Jaspers, Edmund Husserl y Martin Heidegger.
En relación con la teoría y práctica desarrollada por Viktor Frankl se puede aludir a que la Logoterapia presentaría un abordaje terapéutico cercano a las terapias cognitivas, metacognitivas y constructivistas. 
Finalmente se puede especificar que la Logoterapia es una perspectiva teórica con influencias humanistas-existenciales, de aproximación cognitiva y epistemológicamente posicionada en lo fenomenológico/constructivista.

## Terapia
La metodología logoterapéutica de Frankl se basa en tratar las enfermedades psíquicas tanto desde un abordaje netamente médico (por ejemplo, a ciertas personas que le consultaban por depresión, tras estudiarlas, les recetaba un tratamiento hormonal), aunque principalmente la cuestión es dialogar con la persona y notar en ella qué es lo que da sentido a su vida.
En general la logoterapia sería un tipo de Psicoterapia Humanista - Existencial. La Psicoterapia Existencial es un enfoque terapéutico más filosófico que médico, que fundamenta su perspectiva en las filosofías fenomenológico-existenciales. Algunos de estos filósofos incluyen: Nietzsche, Kierkegaard, Husserl, Heidegger, Sartre, Merleau-Ponty, Martin Buber, etc. Este modelo contempla al ser humano como en constante desarrollo y evolución, lo que implica un movimiento y procesos constantes. La persona se encuentra en constante relación con su medio, ya que es vista como ser-en-el-mundo (Dasein), lo que implica que su existencia se vea constantemente enfrentada a circunstancias que le exigen respuesta.
Otro aspecto de la psicoterapia existencial actual es que, al concebir a la persona como siempre en relación, ya sea con el mundo físico o corporal, o el mundo social e interpersonal, o el mundo personal, íntimo y psicológico, o inclusive con las dimensiones espirituales del mundo, se constituye como un enfoque postmoderno, que acentúa el estudio de la construcción que hacemos cotidianamente de lo que llamamos realidad. Esto se expresa principalmente en el énfasis que hace al estudio y trabajo constante en y con la relación terapéutica. Las vicisitudes de cada encuentro terapéutico son tratadas con especial atención, observando aquellos aspectos que obstruyan las posibilidades de generar un encuentro auténtico entre cliente y terapeuta o, en el caso de la terapia de grupo, entre todos los participantes.

## Técnicas
Sus técnicas más destacadas y conocidas son: la intención paradójica, la derreflexión, el autodistanciamiento, la modificación de actitudes y el diálogo socrático. En la intención paradójica, el terapeuta induce al paciente a intentar voluntariamente aquello que trata de evadir de manera ansiosa; el resultado suele ser la desaparición del síntoma. En la derreflexión, se anima al consultante a olvidarse de su padecimiento para superar la tendencia a la preocupación y a la hiperreflexión. En el autodistanciamiento, el "compañero existencial" -como se le llama al cliente o paciente- aprende a verse a sí mismo más allá de su padecimiento, con la posibilidad de separar a su neurosis para así apelar a la propia voluntad de sentido para -mediante la fuerza de oposición del logos- dirigirse a él. En la modificación de actitudes se hace énfasis en comportamientos claves a practicar mediante una cierta disciplina para más tarde dejar de atender a las actitudes dañinas y poder ver a las nuevas, como motivadores del cambio. Y en el diálogo socrático, se usa el estilo de la mayéutica para guiar a la persona hacia el autoconocimiento y la precisión de su responsabilidad en sus acciones.
Si tenemos en cuenta que Viktor Frankl llevó su teoría -que ya había comenzado a desarrollar anteriormente- a la práctica en un campo de concentración alemán, podremos comprender el porqué de dicha tesis: al desprenderse de todo lo material, de sus logros, de sus problemas, de todo aquello por lo que ha luchado en la vida, comprende que solo le queda su esencia, su génesis, su logos. De esta forma podrá ver detalles, cualidades, recursos y características de uno mismo que nunca pensó ver o encontrar, se fijará en aspectos de la vida realmente importantes; con el tiempo la persona logrará trascender y ver un verdadero sentido en su vida y se sentirá feliz de estar vivo.
La logoterapia se vale en alta medida del psicodrama, una dramatización realizada por el paciente, pensando que su vida se acaba en ese preciso momento. De esta dramatización surgen planteos usualmente conocidos como "lo que cambiaría si tuviera una segunda oportunidad". Esos cambios serán puestos en práctica por el paciente para lograr alcanzar su propio "logos" o sentido de su vida.

## Visión del ser humano
La logoterapia postula que el ser humano no está motivado por la búsqueda del placer o el poder sino que está orientado al sentido de la vida. El ser humano es el ser en busca de sentido. La logoterapia busca la autodeterminación de la persona a partir de su responsabilidad y en el contexto de su mundo de valores y sentido. Según la logoterapia el ser humano representa un punto de interacción entre tres niveles, y a la vez es una unidad.: 
- Física.
- Psíquica.
- Noética ("espiritual").[5]

La unidad del hombre es una unidad a pesar de la multiplicidad de cuerpo y psique y no puede encontrarse la unidad en la dimensión biológica o psicológica sino que debe buscarse en la dimensión noética, es decir la dimensión del sentido, la dimensión espiritual
Viktor Frankl.

El tercero, el noético corresponde a aquella dimensión específicamente humana del ser humano. Esta dimensión se puede situar frente a lo físico y lo psíquico y se mantiene intacto aún incluso en la enfermedad. Dicho de otro modo, desde esta dimensión de la persona, esta puede adoptar una u otra actitud frente a los condicionantes físicos y psíquicos: aunque la parte física o psíquica enferme, la dimensión noética se mantiene sana y es libre para decidir y confrontar estos condicionantes. Esta posibilidad que tiene el ser humano es lo que la logoterapia llama el antagonismo psiconoético facultativo. Lo psicológico y lo físico van paralelos. Lo noético se contrapone, y se puede confrontar con lo psicofísico.
La logoterapia trabaja con esta dimensión de la persona noética. El terapeuta ayuda al paciente a ser consciente de esta responsablilidad y el paciente es libre de decidir qué hacer con ella. El logoterapeuta acompaña al paciente y le ayuda a ver todo el abanico de posibilidades que tiene ante sí. Uno de los conceptos antropológicos fundamentales de la logoterapia es la visión del ser humano como un ser libre, libre para algo a pesar de los condicionantes. En la medida en que es libre es entonces responsable.

El ser humano es responsable de su propia finitud, está apretado por muchos lazos pero son justamente estos los puntos de apoyo sobre los cuales se yergue su misma libertad
Viktor Frankl.

La logoterapia enmarca la responsabilidad humana dentro de una existencia única y singular, el ser humano es responsable porque es: -Único: Irrepetible, distinto de los demás e insustituible y por ello nadie puede afrontar las tareas de la misma forma en que lo hace uno mismo. “Ser persona significa ser absolutamente distinto de todo otro ser” ( Viktor Frankl). -Singular: Finito, mortal. solo hay una oportunidad para cada situación esta no se repetirá.
- El sentido: Según Viktor Frankl, el sentido es el motor más auténtico y profundo de la actuación del ser humano. La pregunta por el sentido es una pregunta humana, que no implica ninguna patología. El sentido está siempre asociado a una situación concreta y única. La posibilidad de realizar sentido está caracterizada por nuestra unicidad como personas irrepetibles e insustituibles, por la situación concreta que no se volverá a repetir y por la posibilidad que tenemos de salir de nosotros mismos hacia lo que el mundo nos demanda (autotrascendencia). El sentido de la vida no se puede dar, es intransferible. No existe el sentido de “la vida” como tal sino el sentido de mi vida en este momento. Siempre está en relación con una persona y a una situación concreta.  La logoterapia ayuda a descubrir todas las posibilidades de sentido que existen ante nosotros.

- Los valores: El ser humano realiza el sentido a través de los valores. La dimensión noética del ser humano se dinamiza por la aspiración a estos valores. Según la logoterapia, los valores son posibilidades de sentido, son conceptos universales, objetivos, están aunque nosotros no aspiremos a ellos. Existen tres categorías de valores para Frankl:  
  - Creativos: aquellos que tienen que ver con lo que uno hace, tiene que ver con crear, con actuar. Lo que el ser humano aporta al mundo.
  - Vivenciales. Aquellos que tienen que ver con experimentar, percibir, asimilar, con enriquecerse con lo que el mundo aporta a cada uno.
  - Actitudinales: Aquellos valores que tienen que ver con la toma de posición ante los condicionantes que no podemos cambiar. Cuando los condicionantes físicos o psíquicos no nos permiten realizar los valores creativos o vivenciales siempre nos queda la libertad para realizar los valores actitudinales.

Sea lo que sea lo que le hayan quitado en su llegada al campo de concentración, hasta el último suspiro nadie le pueden quitar la libertad de enfrentarse de una u otra manera (así o asá) a su destino. Y siempre hay una u otra manera.
Viktor Frankl

## Clasificación de las neurosis
Acorde a su método terapéutico, Frankl realizó una clasificación de las neurosis conforme al factor precipitante de la misma:
- Neurosis noógena: Nueva forma de neurosis vinculada a la experiencia de vacío existencial, para la cual la logoterapia resulta específica.
- Neurosis de domingo: También denominada de "aburrimiento", es el resultado de la inactividad de las personas cuando estas tienen por fin tiempo de hacer lo que quieren. Un ejemplo de esto es el descenso de la actividad durante la jubilación.
- Neurosis colectiva: En este apartado Frankl hace referencia a la ideología colectiva, tales como los fanatismos o la actitud fatalista de una población. Es algo que nos afecta a todos los sujetos en cuanto a una cultura común o una misma generación.
- Neurosis de desocupación: Predisponente de la neurosis de domingo, es quella en la que se experimenta el vacío existencial de no poseer una labor profesional, acompañado de sentimientos de inutilidad.
- Neurosis psicógenas o reactivas: Aquellas cuya causa es somática, pero que genera un efecto psíquico, y comúnmente reactivo (como podría ser la preocupación por la posibilidad de sufrir un ataque de pánico).